# Iahluș, Rohatîn
Iahluș (în ucraineană Яглуш) este un sat în comuna Dîcikî din raionul Rohatîn, regiunea Ivano-Frankivsk, Ucraina.

## Demografie
Componența lingvistică a localității Iahluș
     Ucraineană (100%)
Conform recensământului din 2001, toată populația localității Iahluș era vorbitoare de ucraineană (100%).